# Thompson, Iowa
Thompson är en ort i Winnebago County i Iowa. Vid 2010 års folkräkning hade Thompson 502 invånare.